# 스탠리 코헨
스탠리 코헨(영어: Stanley Cohen, 1922년 11월 17일 ~ 2020년 2월 5일)은 미국의 생화학자이다. 1986년에 세포 성장을 촉진하는 신경 성장 인자를 발견한 공로로 리타 레비몬탈치니와 함께 노벨 생리학·의학상을 수상했다.

## 수상 경력
- 1983년 : 루이자 그로스 호르위츠상
- 1986년 : 앨버트 래스커 기초 의학 연구상
- 1986년 : 노벨 생리학·의학상
- 1986년 : 미국 국가 과학상
- 1987년 : 프랭클린 메달